# Felixstowe F.2
Il Felixstowe F.2 fu un idrovolante biplano a scafo centrale di produzione britannica progettato e sviluppato dal Lieutenant Commander John Cyril Porte della Royal Navy, la marina militare britannica, al Seaplane Experimental Station di Felixstowe negli anni dieci del XX secolo e prodotto da varie aziende britanniche su licenza.
Realizzato attingendo all'esperienza acquisita sul precedente Felixstowe F.1, dotato di un'innovativa chiglia in grado di migliorare le caratteristiche di un idrovolante nelle fasi di galleggiamento, adattandone il disegno al grande idrovolante di concezione statunitense Curtiss H-12, venne adottato dal Royal Naval Air Service (RNAS) ed utilizzato nelle operazioni di ricognizione aerea e bombardamento a lungo raggio sul Mare del Nord durante la prima guerra mondiale.

## Varianti
F.2a
versione derivata dal Curtiss H-12 dotata di un nuovo scafo, equipaggiata con una coppia di motori Rolls-Royce Eagle VIII da  345 hp ed armata con 4-7 mitragliatrici ed un carico di bombe pari a 460 lb.
F.2c
conversione dal F2a caratterizzato dalla struttura dello scafo alleggerita, realizzata in due esemplari.

## Utilizzatori
Regno Unito
- Royal Naval Air Service
- Royal Air Force
  - No. 228 Squadron RAF
  - No. 230 Squadron RAF
  - No. 231 Squadron RAF
  - No. 232 Squadron RAF
  - No. 234 Squadron RAF
  - No. 240 Squadron RAF
  - No. 247 Squadron RAF
  - No. 249 Squadron RAF
  - No. 257 Squadron RAF
  - No. 259 Squadron RAF
  - No. 261 Squadron RAF
  - No. 267 Squadron RAF

 Stati Uniti
- United States Navy

### Pubblicazioni
- (EN) J.M. Bruce, The Felixstowe Flying-Boats: Historic Military Aircraft No. 11 Part 1, in Flight, 2 dicembre 1955,  pp. 842-846.
- (EN) J.M. Bruce, The Felixstowe Flying-Boats: Historic Military Aircraft No. 11 Part 2, in Flight, 16 dicembre 1955,  pp. 895-898.
- (EN) J.M. Bruce, The Felixstowe Flying-Boats: Historic Military Aircraft No. 11 Part 3, in Flight, 23 dicembre 1955,  pp. 929-932.